# 김삼선
김삼선(金三線)은 경상북도 김천시에서 경상남도 진주시를 거쳐 삼천포시(현 사천시)를 연결하기 위해 계획되었던 철도이다. 일제 강점기 말기에는 대전과 삼천포를 잇는 대삼선(大三線)으로 계획되었다가, 제3공화국 때에 이러한 노선으로 바뀌었으나 건설비 문제로 취소되었다. 진삼선은 이 노선의 일부로써 건설되었으며, 김천시와 진주시를 잇는 구간은 남부내륙선으로 다시 추진되고 있다. 주요 경유지는 거창군, 산청군, 함양군이었다.

## 노선 정보
1960년대의 계획에 따른다.
- 노선 거리: 160.0km
- 궤간: 1435mm (표준궤)
- 역 수:

## 역사
일제 강점기에 김천과 삼천포를 잇는 철도 계획이 등장하여, 1927년에는 실제로 해당 노선을 실측하기도 하였지만, 착공하지는 않았다. 1936년에는 연선의 지역 유지들이 왕십리·이천·충주·김천·진주·삼천포를 거치는 경삼철도(京三鐵道) 부설을, 1941년 6월에는 대전의 지역 단체에서 대삼선의 부설을 요구하기도 하였다. 결국 경부선과 중앙선에 이은 제3의 종관축으로 대삼선이 결정되었다.
1941년에 대전에서 금산·진안·장계·함양·청산·개양을 지나 삼천포로 이어지는 212km 길이의 대삼선이 최종 확정되어, 김천에서 진주로 향하는 172km의 김삼선은 대삼선에 통합되었다. 1943년까지 노반이 준공된 진삼선 구간과는 달리 민령을 관통하는 약 5km 길이의 터널은 난공사가 예상되어 남쪽의 금당리와, 북쪽의 오동리를 잇는 8.2km 구간의 노반 공사가 미리 착공되었다. 대전 쪽 갱구·진주 쪽 작업갱·사갱을 716m 굴착하고 일부 구간의 산지를 절개하였으나, 1944년 결전비상조치법이 발효되고 공사가 중단되어 대전 쪽 갱구 93m를 보안을 위하여 다시 메웠다. 그 당시 총 공사율은 토공이 41%, 터널이 8%, 전체적으로는 13%에 불과하였다.
1965년 철도 건설 7개년 계획이 등장하여 많은 철도 노선이 계획되는데 김삼선 또한 그 중 하나로, 당시 계획된 노선 중 간선급에 해당하는 몇 되지 않는 노선이었다. 김천역에서 노선을 분기하여, 거창·합천·함양·산청을 거쳐 진주역(혹은 개양역)까지 노선을 연결한 뒤 개양역에서 진삼선과 직결하여 전체 노선을 완성할 계획이었던 것으로 보인다. 특히 우두령을 통과하는 5,060m의 장대 터널이 계획되어 있었다. 건설의 목적으로는 무연탄·비료·시멘트의 남해안 직송, 연안 사업 개발이 제시되었다.
1966년 11월에 김천과 진주 양쪽에서 박정희 대통령의 주최 하에 기공식을 거행하였다. 그러나 경제성에 대한 국제부흥개발은행(IBRD)의 평가도 회의적이었고, 또한 이로 인해 재원 조달에 난항을 거듭하여 1년 후의 공정률은 0.8%에 불과하였다. 결국 공사가 중지된 상태에서 1968년경 건설이 포기되었다. 실제로 김삼선은 백남억과 구태회 의원이 정치적으로 추진한 노선이기도 하였다.

### 연혁
- 1941년 9월: 대삼선 진주-삼천포 간 노반 공사 착공 (경성건설사무소 삼천포공사구 소관)[5]
- 1943년 말: 대삼선 진주-삼천포 간 노반 공사 준공[5]
- 1943년 8월 15일: 대삼선 민령터널 착공 (경성건설사무소 장계공사구 소관)[6]
- 1943년 9월: 삼천포공사구·장계공사구를 진주건설사무소 소관으로 편입[6]
- 1943년 11월 하순: 대삼선 대전 쪽 도갱 굴삭 착수[6]
- 1944년 9월 10일: 대삼선 공사 중지[6]
- 1945년 1월 6일: 진주건설사무소 장계공사구 폐쇄[6]
- 1966년 11월 9·10일: 김삼선 기공식[11]
- 1968년 경: 김삼선 건설 백지화[13]

## 같이 보기
- 진삼선

## 참고 문헌
- 鮮交會 (2012) [1986]. 《조선교통사 1》. 번역 최영수; 황세정. 서울: BG북갤러리. ISBN 9788964950357.